# Erbgrind

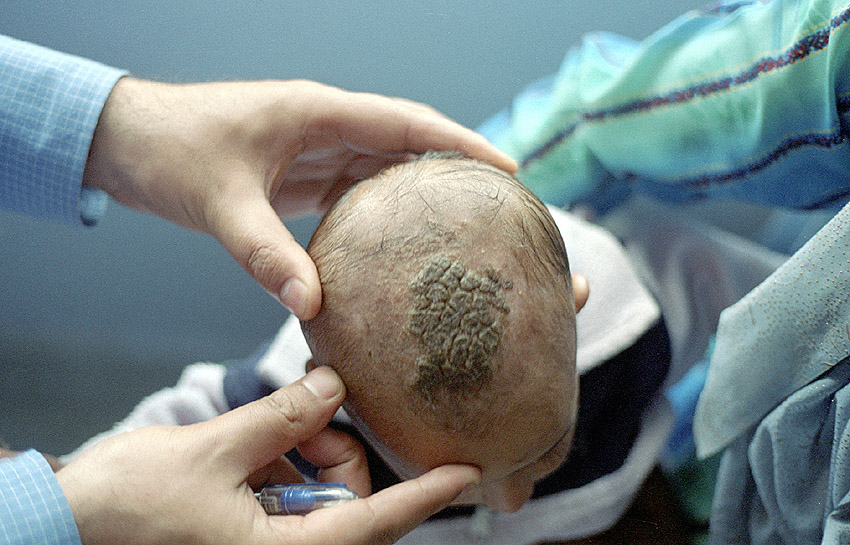
Erbgrind

Der Erbgrind, Wabengrind oder Kopfgrind, lateinisch Favus, auch Tinea favosa, Favuspilz (im Kopfgrindausschlag), Rasiergrind und Wabenkopfgrind genannt, ist eine übertragbare, häufig familiär gehäuft auftretende chronische Pilzerkrankung Dermatophytose, die sich durch relativ tiefes Eindringen der Erreger in die Haarfollikel auszeichnet. Der Erreger ist der 1839 durch den Würzburger Ordinarius Johann Lukas Schönlein beschriebene Dermatophyt Trichophyton schoenleinii. Die Erkrankung ist in Mitteleuropa mittlerweile selten.
Klinisch zeigt sich die Erkrankung vor allem im Bereich des Kopfhaars durch eine fest anhaftende, gelblich-bräunliche Schuppung. Diese „Schildchen“ (Scutula) sind linsengroß und bestehen aus dem die Haarfollikel umschließenden Myzel.
Die Behandlung erfolgt durch Antimykotika wie Griseofulvin.